# پند رانجها
پند رانجها (به انگلیسی: Pind Ranjha) یک روستا در پاکستان است که در پنجاب واقع شده‌است.